# Acanthosphinx
Acanthosphinx is een geslacht van vlinders uit de onderfamilie Smerinthinae van de familie pijlstaarten (Sphingidae).

## Soorten
- Acanthosphinx guessfeldti (Dewitz, 1879)[1]